# Садовый дом Лазаревых
Садовый дом Лазаревых («Палас-театр») — памятник архитектуры. Расположен в Центральном районе Санкт-Петербурга, современный адрес дома — Итальянская улица, 13.
Изначально здание построено как особняк, с 1910 года использовалось как «Палас-театр», после революции здание принадлежало Героическому театру А. Мгеброва, с 1918 года в нём ставились комедии и оперетты, с 1930 года его занимал Мюзик-холл, а с 1938 года — Театр музыкальной комедии.

## История и внешний вид
Двухэтажное здание после неоднократных реконструкций выделяется из окружающего ансамбля отсутствием единого стилистического решения.
Архитектор здания на 1964 год считался неизвестным, в законе Санкт-Петербурга Об объявлении охраняемыми памятниками истории и культуры местного значения № 174-27 от 05.07.1999 автором указан Е. Т. Соколов. Особняк Ивана (Ованеса) Лазаревича Лазарева был возведён в 1799—1801 годах в чертах начального периода высокого классицизма (в современном здании эти черты видны в рустовке первого этажа, центрально-осевой композиции фасада, сандриках окон второго этажа на лепных кронштейнах, крутом угле фронтона, сложной пластике фасада — 6 выступов на 11 осей здания).
В 1830-е годы вид фасада отвечал принципам, разработанным в проекте Росси — проезд по центральной оси здания был выделен балконом, над окнами второго этажа были сделаны невысокие квадратные окна. Здание было реконструировано в 1840—1846 и в 1892—1899 годах, при реконструкции был добавлен картуш и орнаменты на тимпане фронтона, квадратные окна были заменены львиными масками.
В 1910 году особняк был выкуплен Петербургским театральным товариществом, после чего произошла ещё одна реконструкция под руководством И. Л. Балбашевского, Я. Максимова и А. Бубыря. На первом этаже был сделан ресторан-кабаре, над ним — театральный зал. Предположительно именно при этой реконструкции было поднято перекрытие над первым этажом (и, соответственно, уменьшено расстояние от пола до окон анфилады гостиных второго этажа), уничтожен балкон над проездом, уменьшены по высоте коринфские колонны над входом. Новое заведение стало называться «Палас-театр».
В 1941 году здание пострадало от обстрелов, актёры театра работали на сцене театра имени А. С. Пушкина.
В 1950-е годы вход был декорирован массивным фронтоном с упрощённым профилем.

## Интерьер

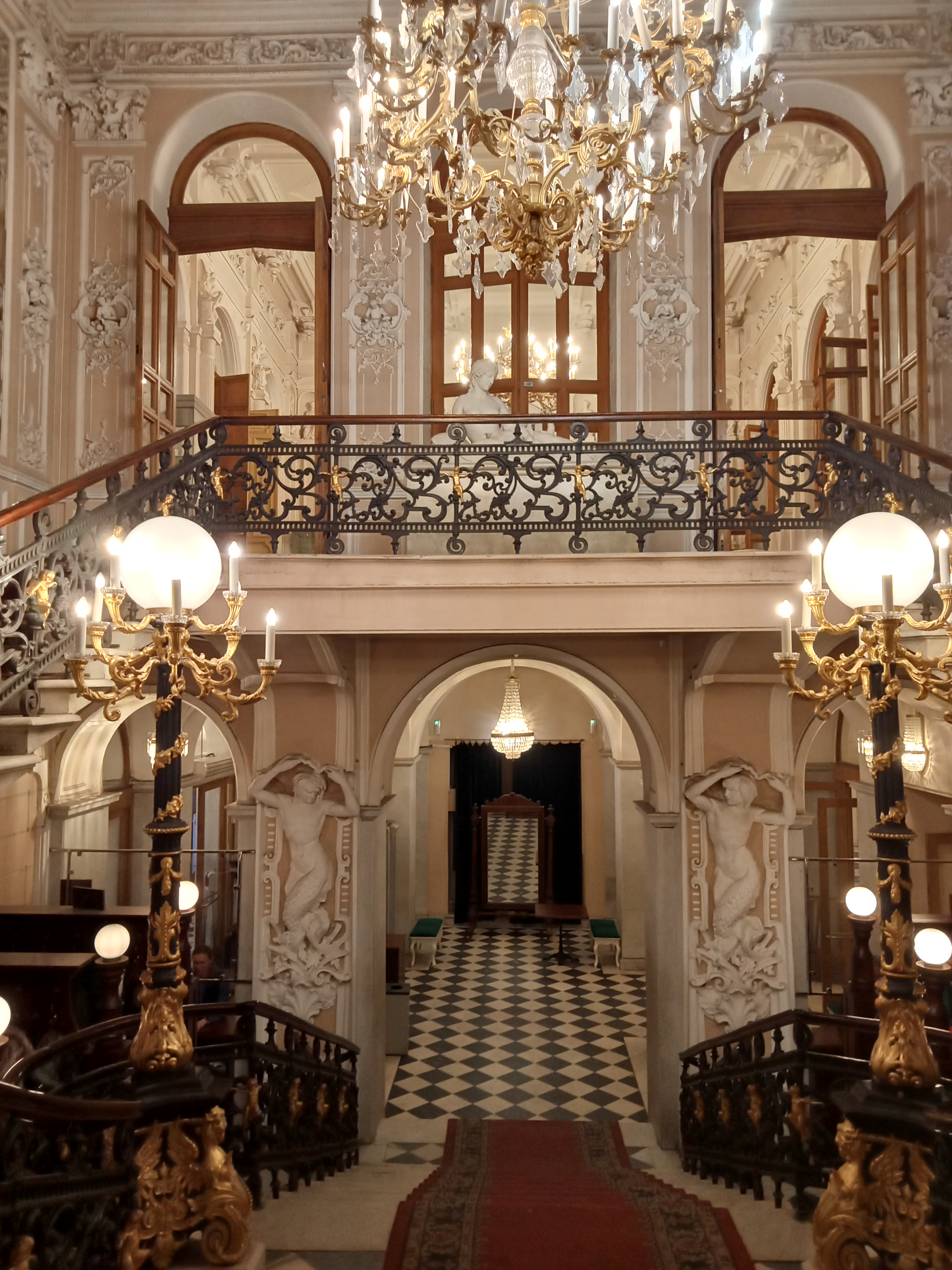
Трёхмаршевая лестница

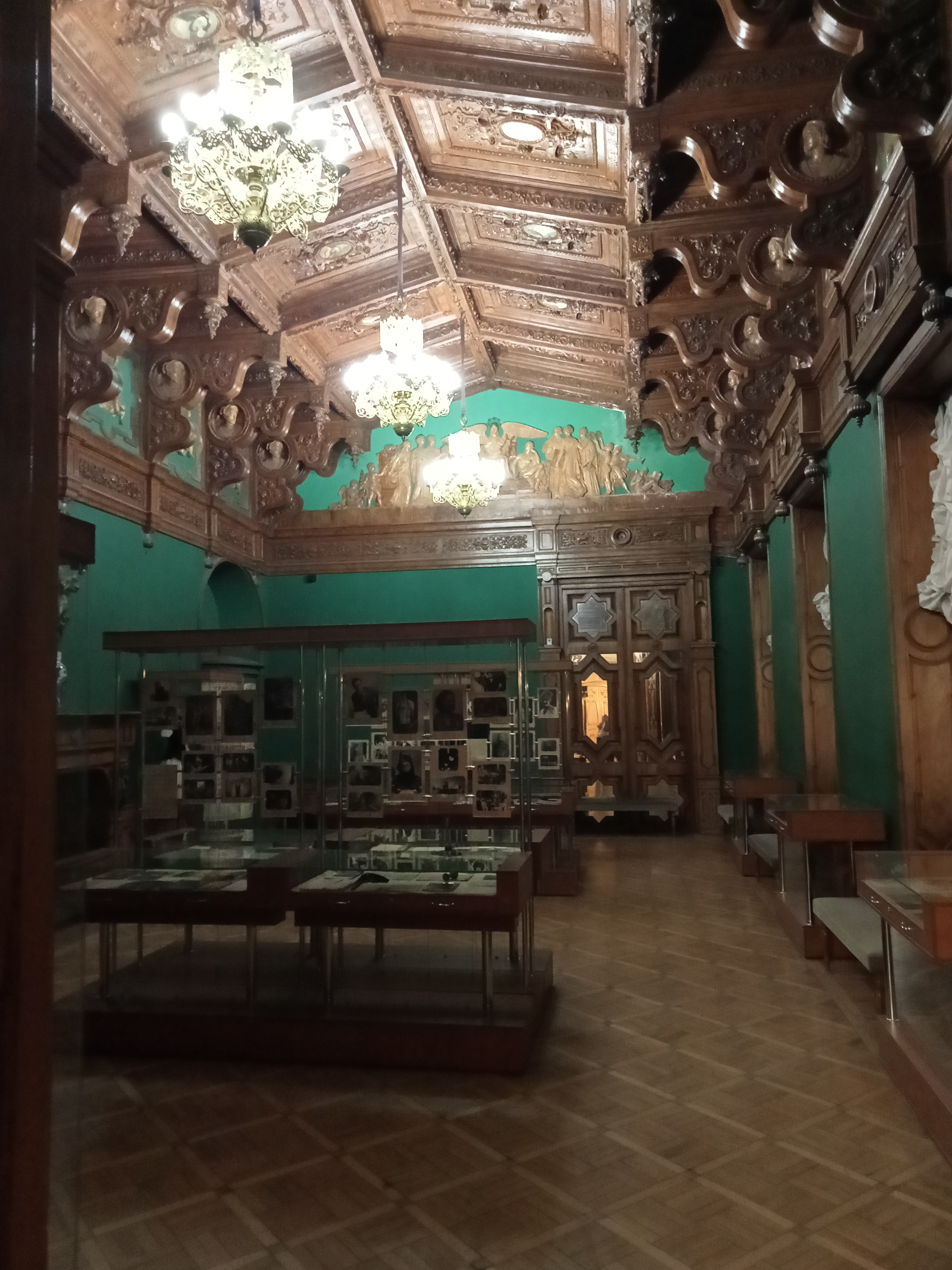
Восточная гостиная

На интерьеры, как и на фасад, оказали влияние разные стили. Трёхмаршевая лестница и гостиная фойе сделаны под влиянием рококо: в оформлении присутствует узорная лепка, живопись и бронза. В фойе над входами преобладают идеи итальянского Возрождения, которые сочетаются с узорами потолка скорее в готическом стиле. В восточной гостиной потолок деревянный, кессонированный, с живописными медальонами. Стены при открытии «Палас-театра» предположительно были затянуты штофом.
Автором зала предположительно был И. Балбашевский. Театральный зал создан под воздействием русского позднего классицизма. Он монументален, его формы, заданные аркой и расположением столбов, сделаны с учётом новейших на начало XX века инженерных возможностей. В плане зал почти квадратный, выполнен в светлых тонах. Стены от потолка визуально отделены карнизом, по центру расположена люстра-плафон. Вдоль продольных стен расположены ложи бенуара, над ними находится балкон с колоннами, ордер которых имитирует ионический. Над центральным участком балкона свод кессонированный, коробовый.